# Prosopidicola mexicana
Prosopidicola mexicana är en svampart som beskrevs av Crous & C.L. Lennox 2004. Prosopidicola mexicana ingår i släktet Prosopidicola och familjen Cryphonectriaceae.   Inga underarter finns listade i Catalogue of Life.